# Semănătoarea
Semănătoarea București a fost o fabrică producătoare de mașini agricole din România.
S.C. Semănătoarea S.A. a luat ființă în anul 1949 prin naționalizarea întreprinderii FICHET, filială a societății franceze Fichet-Bauche, producătoare de seifuri. În perioada ulterioară a întreprinderii SEMANATOAREA se disting 5 perioade importante. 

## Istoric
- 1949 – 1955 - Perioada semanatorilor si seceratorilor tractate: semanatori pentru paioase pe 24 randuri, semanatori pentru porumb pe 2 randuri, seceratori-legatori pentru paioase. 
      - 1956 – 1968 - Perioada combinelor tractate si a semanatorilor de precizie: combine tractate pentru cereale paioase si stiuleti nedepanusati CT2; CT2RP, semanatori de precizie pentru plante prasitoare, alte masini agricole. 
      - 1969 – 1980 - Perioada combinelor autopropulsate pentru recoltat cereale: combina autopropulsata C12 (licenta LAVERDA), variante derivate din C12, combina autopropulsata pentru pante CP12, combina autopropulsata pentru recoltat stiuleti depanusati CARP 4. 
      - 1981 – 1988 - Perioada combinelor autopropulsate modernizate in gama extinsa: combine autopropulsate de recoltat cereale paioase, combina autopropulsata pentru recoltarea integrala a porumbului, instalatie de irigare prin aspersiune IATF – 300, batoza de cereale paioase B90, masina de treierat fasole MTF14. 
      - Dupa 1989 - Perioada gamei extinse de masini agricole: gama de combine autopropulsate de recoltat cereale derivate din C12M (licenta LAVERDA): SEMA 140M, SEMA 12M, SEMA 80, gama de combine autopropulsate de recoltat cereale, echipamente specializate pentru recoltat floarea soarelui si porumb, semanatori modernizate, cositori pentru furaje, utilaje agricole pentru uz gospodaresc si noua gama de combine autopropulsate de recoltat cereale Dropia si Gloria.
     Gloria C12 este o combina autopropulsata ce a intrat in productie din anul 1969. Modelul Gloria CP12 este varianta de combina autopropulsata pentru pante derivat din C12.
În 1990 Semănătoarea avea 7.500 de angajați și producea 3.500 de combine pe an.
În anul 2002 era singurul producător român de combine de recoltat, avea o cotă de piață de peste 60%, iar principalii concurenți erau producătorii străini, New Holland, John Deere, Claas, Case, Landini, Laverda sau McCormick.
Înainte de privatizare rămăseseră 800 de angajați, din care mulți portari, pompieri ori femei de serviciu, iar timp de doi ani nu se vânduse nici o combină. În anul 2004, cei 350 de angajați fabricau circa 300 de combine pe an.
Pe locul unde a fost amplasată fabrica Semnănătoarea va fi construit ansamblul rezidențial Sema Parc.

## Privatizarea
Privatizarea Semănătoarea, întinsă pe parcursul a aproape trei ani, a fost una dintre privatizările cu probleme. Societatea și-a întrerupt activitatea pe 26 noiembrie 1998 din cauza datoriilor foarte mari acumulate. La începutul anului 1999 Fondul Proprietății de Stat a hotărât trecerea societății în lichidare administrativă, după ce anterior Adunarea Generală a Acționarilor de la SC Semănătoarea SA a decis deschiderea procedurii de faliment a societății.
Din cele trei licitații nereușite cea mai importantă ofertă a venit din partea New Holland Agriculture (CNH), firmă de top la nivel mondial, în valoare 50 de milioane de dolari. New Holland garanta piețe de desfacere prin rețeaua sa de marketing și distribuție, iși asuma investiții masive în retehnologizare, asigura locuri de muncă pentru 1050 angajați. Firma New Holland a renunțat datorită faptului că sindicatele și anumiți politicieni sau opus, aceștia folosind sloganul „nu ne vindem țara”, New Holland Agriculture (CNH) plecând în Polonia unde are una dintre cele mai mari unități de producție din Europa. Acestă tactică, a sindicatelor în colaborare cu politicenii, de a influența opinia publică cu slogane de genul „nu ne vindem țara” nu este unicat, ea fiind folosită și în cazul altor privatizări a unor sociatăți comerciale falimentare ce funcționau cu mari pierderi și fuseseră devalizate  de capital dar cu active importante sub forma unor suprafețe mari de teren în orașele Romaniei.
După acțiunile violente ale sindicatelor Fondul Proprietatii de Stat vinde, cu acordul sindicatului salariaților de la Semănătoarea, 56,7% din acțiunile societății catre MYO-O S.A, în final MYO-O preluând 89% din acțiunile Semănătoarea SA, achiziționând peste 40 hectare în intravilanul orașului București cu numai 1,1 milioane dolari. Firma MYO-O, societate cu capital integral românesc și deținută de Ion Radulea, a fost înființată în anul 1993 având ca obiect de activitate comerțul cu mașini și utilaje agricole produse de Tractorul Brașov și Semănătoarea București.

## Cifra de afaceri
Cifra de afaceri:
- 2001: 4,8 milioane dolari[3]
- 2003: 5,3 milioane euro[9]
- 2005: 13,2 milioane RON[10]
- 2008: 6 milioane lei[10]
- 2009: 3 milioane lei[10]
- 2010: 1,45 miloane lei[10]
- 2012: 689 mii lei[10]
- 2013: 237 mii lei[10]
- 2014: 365 mii lei[10]
- 2015: 145 mii lei[10]
- 2017: 0 lei[10]

Număr de angajați: 
- 2000: 597[10]
- 2004: 350[9]
- 2005: 179[10]
- 2007: 124[10]
- 2009: 67[10]
- 2011: 14[10]
- 2017: 0[10]